# Erik Everhard
Erik Everhard est le nom de scène d’un acteur et réalisateur  de films pornographiques canadien, né le 2 décembre 1976 à Calgary (Alberta, Canada).

## Biographie
Erik Everhard débute dans le cinéma pour adulte, en 1998, à Vancouver, avant de s'installer à Los Angeles pour poursuivre cette activité à temps plein.
En 2001, après avoir établi une solide reputation comme performeur, il commence à réaliser des films pornographiques pour Anabolic et Diabolic Video.
En 2003, Erik Everhard signe un contrat de distribution avec Redlight District. Deux ans plus tard, il rompt avec Redlight et intente une action en Justice à leur encontre, qu'il gagnera, pour rupture de contrat. Depuis, il travaille essentiellement pour Jules Jordan.
Il a joué dans plus de 1200 films et en a réalisé plus de 100. Il a été introduit dans l'AVN Hall of Fame en 2012.

## Distinctions

### Acteur
- 2007 : AVN Award[4]
  - Meilleure scène de sexe dans une production étrangère (Best Sex Scene in a Foreign-Shot Production) pour Outnumbered 4
  - Meilleure scène de sexe de groupe - vidéo (Best Group Sex Scene - Video) pour Fashionistas Safado: The Challenge
- 2010 : AVN Award Meilleure scène de sexe anal (Best Anal Sex Scene) pour Anal Cavity Search 6 (avec Sasha Grey)
- 2011 : AVN Award Meilleure scène de double penetration (Best Double Penetration Sex Scene) pour Asa Akira Loves Anal (avec Asa Akira et Toni Ribas)[5]
- 2012 : AVN Award Meilleure scène de sexe de groupe (Best Group Sex Scene) pour Asa Akira Is Insatiable 2
- 2013 : AVN Award Meilleure scène de sexe de groupe (Best Group Sex Scene) pour Asa Akira Is Insatiable 3[6]

### Réalisateur
- 2010 : AVN Award Meilleur film « POV » (Best P.O.V. Release) pour Anal Prostitutes on Video 6
- 2012 : AVN Award Meilleur film « POV » (Best P.O.V. Release) pour Double Vision 3
- 2013 : AVN Award Meilleur film « POV » (Best P.O.V. Release) pour Eye Fucked Them All[6]